# Pliwetan
Pliwetan is een bestuurslaag in het regentschap Tuban van de provincie Oost-Java, Indonesië. Pliwetan telt 1397 inwoners (volkstelling 2010).